# Wacker Chemie
Wacker Chemie AG – niemieckie przedsiębiorstwo działające w branży chemicznej. Przedmiotem produkcji jest szeroka gama wyrobów od silikonów, wyrobów wytwarzanych z polimerów, np. proszków polimerowych, materiały chemiczne, oraz polikrzemowe płytki dla przemysłu półprzewodników. Spółka notowana jest na giełdzie frankfurckiej pod symbolem WCH.
Sprzedaży przedsiębiorstwa w 2008 wyniosła około 4 mld euro.
Największy zakład znajduje się w Burghausen w południowo-wschodniej części Bawarii, przedsiębiorstwo zatrudnia około 10 000 pracowników. W USA centrala znajduje się w mieście Adrian.